# Wereldkampioenschap rugby 2011
Het wereldkampioenschap rugby 2011 was de zevende editie van dit rugbytoernooi voor landenteams. Het werd van 9 september tot 23 oktober gehouden in Nieuw-Zeeland. Er werd door twintig landen gestreden om de Webb Ellis Cup in 48 wedstrijden verspreid over 44 dagen. De titelverdediger was Zuid-Afrika. Thuisland Nieuw-Zeeland werd voor de tweede keer wereldkampioen door, in een herhaling van 1987, Frankrijk in de finale te verslaan.

## Verkiezing organiserend land
Voor dit wereldkampioenschap hadden drie landen zich kandidaat gesteld als organisator: Japan, Nieuw-Zeeland en Zuid-Afrika. Tijdens een vergadering van de International Rugby Board (IRB) op 17 november 2005 in Dublin, Ierland werd Nieuw-Zeeland verkozen tot organisator.
Zuid-Afrika kreeg veel steun van de overheid om het toernooi te organiseren. Doordat in 2010 het wereldkampioenschap voetbal in Zuid-Afrika op de kalender stond, zouden er genoeg grote stadions voorhanden zijn. Dit was ook gelijk hun grootste nadeel, want men vreesde dat het wereldkampioenschap rugby dan werd overschaduwd door het wereldkampioenschap voetbal.
Japan was op voorhand de favoriet om het wereldkampioenschap binnen te halen. Het WK zou dan het eerste zijn geweest in Azië en de eerste buiten de traditionele rugbylanden. Met het toewijzen van het WK aan Japan zou de sport ook buiten de traditionele landen populair kunnen worden. Bovendien heeft Japan dankzij het wereldkampioenschap voetbal 2002 grote stadions tot zijn beschikking. Doordat het organisatiecomité nog niet alle details op orde had tijdens de zitting hadden ze een groot nadeel tijdens de verkiezing. Dat ze het wereldkampioenschap niet hebben gekregen zagen velen als een gemiste kans om de sport buiten de traditionele landen te promoten.
Nieuw-Zeeland was al medeorganisator van het succesvolle eerste wereldkampioenschap rugby, in 1987. Het Nieuw-Zeelands rugbyteam wordt door velen gezien als het beste rugbyteam ter wereld en de sport is erg populair in eigen land. Doordat Nieuw-Zeeland niet over veel grote stadions beschikte, was het een verrassing dat ze toch als organisator werden uitgekozen.

## Speelsteden
Het WK werd in twaalf stadions in elf steden gespeeld. De openingswedstrijd en de finale werden gespeeld in Auckland. Eden Park werd hiervoor uitgebreid tot een capaciteit van 60.000. Oorspronkelijk zouden er ook wedstrijden gespeeld worden in AMI stadium in Christchurch maar door schade aan het stadion en andere faciliteiten door de aardbeving op 22 februari 2011 zijn die wedstrijden verplaatst naar andere stadions.

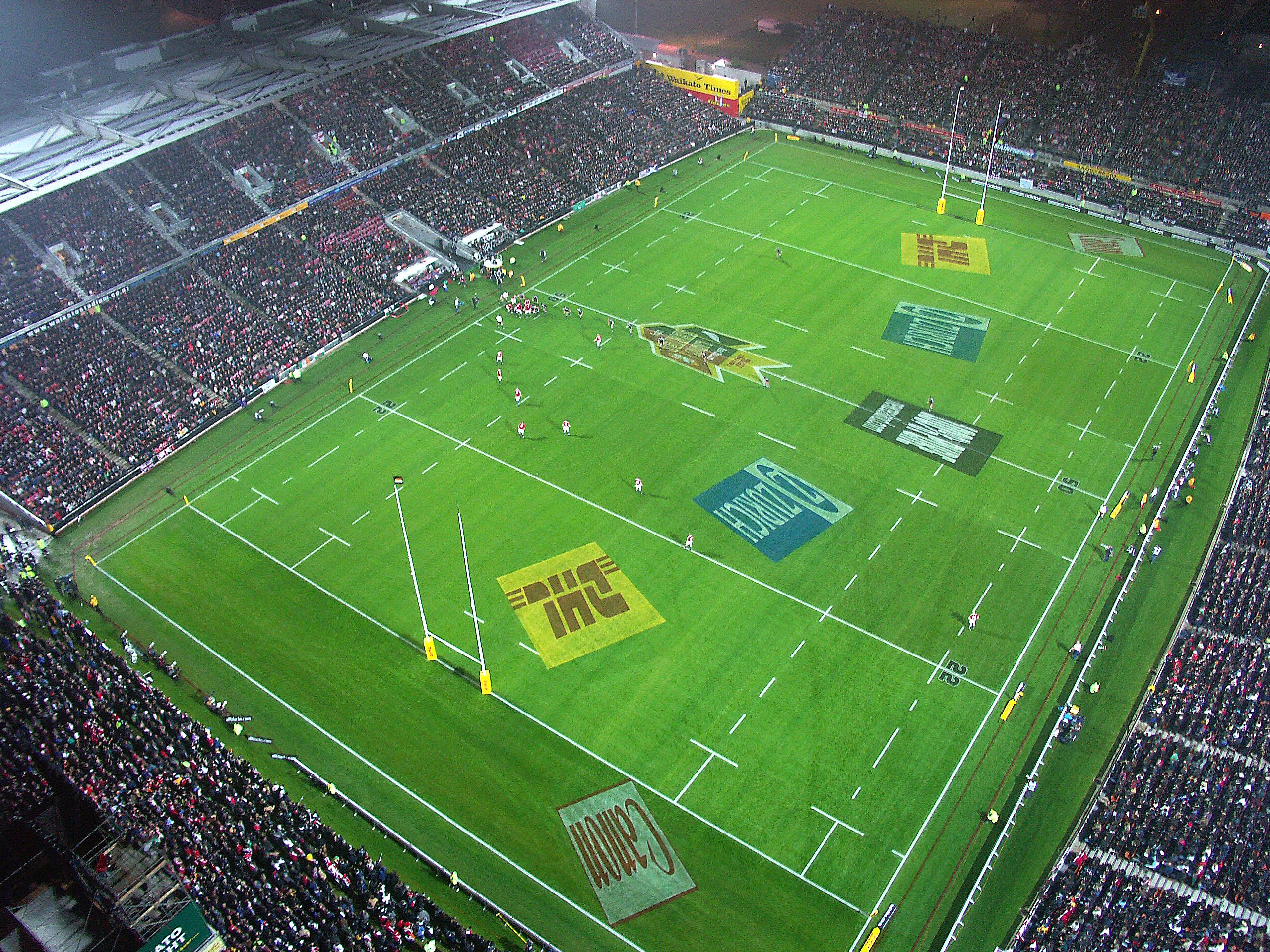
Een rugbywedstrijd in het Waikato Stadium in Hamilton.

| Stad             | Stadion                       | Capaciteit | Aantal wedstrijden |
| ---------------- | ----------------------------- | ---------- | ------------------ |
| Auckland         | Eden Park                     | 60.000     | 11                 |
| Wellington       | Wellington Regional Stadium   | 40.000     | 8                  |
| Auckland         | North Harbour Stadium         | 30.000     | 4                  |
| Dunedin          | Otago Stadium                 | 30.000     | 4                  |
| Hamilton         | Waikato Stadium               | 30.000     | 3                  |
| New Plymouth     | Stadium Taranaki              | 26.000     | 3                  |
| Rotorua          | Rotorua International Stadium | 26.000     | 3                  |
| Whangarei        | Northland Events Centre       | 20.000     | 2                  |
| Nelson           | Trafalgar Park                | 18.000     | 3                  |
| Invercargill     | Rugby Park Stadium            | 17.000     | 3                  |
| Napier           | McLean Park                   | 15.000     | 2                  |
| Palmerston North | Arena Manawatu                | 15.000     | 2                  |

## Deelnemende landen
Aan het wereldkampioenschap rugby namen twintig landen deel. Gastland Nieuw-Zeeland was automatisch geplaatst. Hiernaast waren de drie beste landen van elke groep van het wereldkampioenschap rugby 2007 automatisch geplaatst (hieronder bevond zich ook Nieuw-Zeeland), wat neerkwam op twaalf landen. De overige acht plaatsen werden via continentale toernooien en een intercontinentale play-off ingevuld.
(A) = Automatisch geplaatst, (K) = via continentaal kwalificatietoernooi, (P) = via inter-continentale play-off 
| Afrika                      | Amerika                                        | Azië      | Europa | Oceanië                                                      |
| --------------------------- | ---------------------------------------------- | --------- | --- | ------------------------------------------------------------ |
| Namibië (K) Zuid-Afrika (A) | Argentinië (A) Canada (K) Verenigde Staten (K) | Japan (K) | Engeland (A) Frankrijk (A) Georgië (K) Ierland (A) Italië (A) Roemenië (P) Rusland (K) Schotland (A) Wales (A) | Australië (A) Fiji (A) Nieuw-Zeeland (A) Samoa (K) Tonga (A) |

## Groepsfase
De twintig deelnemende landen werden verdeeld over vier groepen van elk vijf landen. De deelnemers speelden één keer tegen alle tegenstanders uit de groep.
Voor een winstpartij kreeg een land vier punten, bij gelijkspel twee punten en bij verlies kreeg men geen punten. Hiernaast konden landen ook bonuspunten verdienen per wedstrijd. Als een land in een wedstrijd vier of meer try's scoorde kreeg men één bonuspunt, ongeacht het resultaat van de wedstrijd. Als een land met zeven of minder punten verschil verloor, dan verdiende het land ook één bonuspunt. De bonuspunten werden opgeteld bij de wedstrijdpunten. Het land met de meeste punten werd groepswinnaar en ging door naar de knock-outfase. Ook de nummers twee van de groepen gingen door naar de volgende ronde. De eerste drie landen van elke groep plaatsten zich tevens voor het volgende WK.

### Groep A
| Plaats | Land          | Wedstrijden | Wedstrijden | Wedstrijden | Wedstrijden | Doelpunten | Doelpunten | Doelpunten | Bonuspunten | Bonuspunten | Punten |
| Plaats | Land          | gespeeld    | winst       | gelijk      | verlies     | voor       | tegen      | saldo      | try         | loss        | Punten |
| ------ | ------------- | ----------- | ----------- | ----------- | ----------- | ---------- | ---------- | ---------- | ----------- | ----------- | ------ |
| 1      | Nieuw-Zeeland | 4           | 4           | 0           | 0           | 240        | 49         | +191       | 4           | 0           | 20     |
| 2      | Frankrijk     | 4           | 2           | 0           | 2           | 124        | 96         | +28        | 2           | 1           | 11     |
| 3      | Tonga         | 4           | 2           | 0           | 2           | 80         | 98         | -18        | 0           | 1           | 9      |
| 4      | Canada        | 4           | 1           | 1           | 2           | 82         | 168        | -86        | 0           | 0           | 6      |
| 5      | Japan         | 4           | 0           | 1           | 3           | 69         | 184        | -115       | 0           | 0           | 2      |

| Datum        |               | Uitslag |           | Stadion                     | Plaats     |
| ------------ | ------------- | ------- | --------- | --------------------------- | ---------- |
| 9 september  | Nieuw-Zeeland | 41–10   | Tonga     | Eden Park                   | Auckland   |
| 10 september | Frankrijk     | 47–21   | Japan     | North Harbour Stadium       | Auckland   |
| 14 september | Tonga         | 20–25   | Canada    | Northland Events Centre     | Whangarei  |
| 16 september | Nieuw-Zeeland | 83–7    | Japan     | Waikato Stadium             | Hamilton   |
| 18 september | Frankrijk     | 46–19   | Canada    | McLean Park                 | Napier     |
| 21 september | Tonga         | 31–18   | Japan     | Northland Events Centre     | Whangarei  |
| 24 september | Nieuw-Zeeland | 37–17   | Frankrijk | Eden Park                   | Auckland   |
| 27 september | Canada        | 23–23   | Japan     | McLean Park                 | Napier     |
| 1 oktober    | Frankrijk     | 14–19   | Tonga     | Wellington Regional Stadium | Wellington |
| 2 oktober    | Nieuw-Zeeland | 79–15   | Canada    | Wellington Regional Stadium | Wellington |

### Groep B
| Plaats | Land       | Wedstrijden | Wedstrijden | Wedstrijden | Wedstrijden | Doelpunten | Doelpunten | Doelpunten | Bonuspunten | Bonuspunten | Punten |
| Plaats | Land       | gespeeld    | winst       | gelijk      | verlies     | voor       | tegen      | saldo      | try         | loss        | Punten |
| ------ | ---------- | ----------- | ----------- | ----------- | ----------- | ---------- | ---------- | ---------- | ----------- | ----------- | ------ |
| 1      | Engeland   | 4           | 4           | 0           | 0           | 137        | 34         | +103       | 2           | 0           | 18     |
| 2      | Argentinië | 4           | 3           | 0           | 1           | 90         | 40         | +50        | 1           | 1           | 14     |
| 3      | Schotland  | 4           | 2           | 0           | 2           | 73         | 59         | +14        | 1           | 2           | 11     |
| 4      | Georgië    | 4           | 1           | 0           | 3           | 48         | 90         | -42        | 0           | 0           | 4      |
| 5      | Roemenië   | 4           | 0           | 0           | 4           | 44         | 169        | -125       | 0           | 0           | 0      |

| Datum        |            | Uitslag |           | Stadion                     | Plaats           |
| ------------ | ---------- | ------- | --------- | --------------------------- | ---------------- |
| 10 september | Schotland  | 34–24   | Roemenië  | Rugby Park Stadium          | Invercargill     |
| 10 september | Argentinië | 9–13    | Engeland  | Otago Stadium               | Dunedin          |
| 14 september | Schotland  | 15–6    | Georgië   | Rugby Park Stadium          | Invercargill     |
| 17 september | Argentinië | 43–8    | Roemenië  | Rugby Park Stadium          | Invercargill     |
| 18 september | Engeland   | 41–10   | Georgië   | Otago Stadium               | Dunedin          |
| 24 september | Engeland   | 67–3    | Roemenië  | Otago Stadium               | Dunedin          |
| 25 september | Argentinië | 13–12   | Schotland | Wellington Regional Stadium | Wellington       |
| 28 september | Georgië    | 25–9    | Roemenië  | Arena Manawatu              | Palmerston North |
| 1 oktober    | Engeland   | 16–12   | Schotland | Eden Park                   | Auckland         |
| 2 oktober    | Argentinië | 25–7    | Georgië   | Arena Manawatu              | Palmerston North |

### Groep C
| Plaats | Land             | Wedstrijden | Wedstrijden | Wedstrijden | Wedstrijden | Doelpunten | Doelpunten | Doelpunten | Bonuspunten | Bonuspunten | Punten |
| Plaats | Land             | gespeeld    | winst       | gelijk      | verlies     | voor       | tegen      | saldo      | try         | loss        | Punten |
| ------ | ---------------- | ----------- | ----------- | ----------- | ----------- | ---------- | ---------- | ---------- | ----------- | ----------- | ------ |
| 1      | Ierland          | 4           | 4           | 0           | 0           | 135        | 34         | +101       | 1           | 0           | 17     |
| 2      | Australië        | 4           | 3           | 0           | 1           | 173        | 48         | +125       | 3           | 0           | 15     |
| 3      | Italië           | 4           | 2           | 0           | 2           | 92         | 95         | -3         | 2           | 0           | 10     |
| 4      | Verenigde Staten | 4           | 1           | 0           | 3           | 38         | 122        | -84        | 0           | 0           | 4      |
| 5      | Rusland          | 4           | 0           | 0           | 4           | 57         | 196        | -139       | 0           | 1           | 1      |

| Datum        |           | Uitslag |                  | Stadion                       | Plaats       |
| ------------ | --------- | ------- | ---------------- | ----------------------------- | ------------ |
| 11 september | Australië | 32–6    | Italië           | North Harbour Stadium         | Auckland     |
| 11 september | Ierland   | 22–10   | Verenigde Staten | Stadium Taranaki              | New Plymouth |
| 15 september | Rusland   | 6–13    | Verenigde Staten | Stadium Taranaki              | New Plymouth |
| 17 september | Australië | 6–15    | Ierland          | Eden Park                     | Auckland     |
| 20 september | Italië    | 53–17   | Rusland          | Trafalgar Park                | Nelson       |
| 23 september | Australië | 67–5    | Verenigde Staten | Wellington Regional Stadium   | Wellington   |
| 25 september | Ierland   | 62–12   | Rusland          | Rotorua International Stadium | Rotorua      |
| 27 september | Italië    | 27–10   | Verenigde Staten | Trafalgar Park                | Nelson       |
| 1 oktober    | Australië | 68–22   | Rusland          | Trafalgar Park                | Nelson       |
| 2 oktober    | Ierland   | 36–6    | Italië           | Carisbrook                    | Dunedin      |

### Groep D
| Plaats | Land        | Wedstrijden | Wedstrijden | Wedstrijden | Wedstrijden | Doelpunten | Doelpunten | Doelpunten | Bonuspunten | Bonuspunten | Punten |
| Plaats | Land        | gespeeld    | winst       | gelijk      | verlies     | voor       | tegen      | saldo      | try         | loss        | Punten |
| ------ | ----------- | ----------- | ----------- | ----------- | ----------- | ---------- | ---------- | ---------- | ----------- | ----------- | ------ |
| 1      | Zuid-Afrika | 4           | 4           | 0           | 0           | 166        | 24         | +142       | 2           | 0           | 18     |
| 2      | Wales       | 4           | 3           | 0           | 1           | 180        | 34         | +146       | 2           | 1           | 15     |
| 3      | Samoa       | 4           | 2           | 0           | 2           | 91         | 49         | +42        | 1           | 1           | 10     |
| 4      | Fiji        | 4           | 1           | 0           | 3           | 59         | 167        | -108       | 1           | 0           | 5      |
| 5      | Namibië     | 4           | 0           | 0           | 4           | 44         | 266        | -222       | 0           | 0           | 0      |

| Datum        |             | Uitslag |         | Stadion                       | Plaats       |
| ------------ | ----------- | ------- | ------- | ----------------------------- | ------------ |
| 10 september | Fiji        | 49–25   | Namibië | Rotorua International Stadium | Rotorua      |
| 11 september | Zuid-Afrika | 17–16   | Wales   | Wellington Regional Stadium   | Wellington   |
| 14 september | Samoa       | 49–12   | Namibië | Rotorua International Stadium | Rotorua      |
| 17 september | Zuid-Afrika | 49–3    | Fiji    | Wellington Regional Stadium   | Wellington   |
| 18 september | Wales       | 17–10   | Samoa   | Waikato Stadium               | Hamilton     |
| 22 september | Zuid-Afrika | 87–0    | Namibië | North Harbour Stadium         | Auckland     |
| 25 september | Fiji        | 7–27    | Samoa   | Eden Park                     | Auckland     |
| 26 september | Wales       | 81–7    | Namibië | Stadium Taranaki              | New Plymouth |
| 30 september | Zuid-Afrika | 13–5    | Samoa   | North Harbour Stadium         | Auckland     |
| 2 oktober    | Wales       | 66–0    | Fiji    | Waikato Stadium               | Hamilton     |

## Knock-outfase
|  | kwartfinale            | kwartfinale           |                       |    | halve finale          | halve finale          |    |  | finale | finale |
|  |                        |                       |                       |    |                       |                       |    |  |        |        |
|  | 8 oktober - Wellington |                       |                       |    |                       |                       |    |  |        |        |
|  |                        |                       |                       |    |                       |                       |    |  |        |        |
|  | Ierland                | 10                    |                       |    |                       |                       |    |  |        |        |
|  | Ierland                | 10                    | 15 oktober - Auckland |    |                       |                       |    |  |        |        |
|  | Wales                  | 22                    |                       |    |                       |                       |    |  |        |        |
|  | Wales                  | 22                    | Wales                 | 8  |                       |                       |    |  |        |        |
|  | 8 oktober - Auckland   |                       | Wales                 | 8  |                       |                       |    |  |        |        |
|  |                        | Frankrijk             | 9                     |    |                       |                       |    |  |        |        |
|  | Engeland               | Frankrijk             | 9                     | 12 |                       |                       |    |  |        |        |
|  | Engeland               |                       | 23 oktober - Auckland | 12 |                       |                       |    |  |        |        |
|  | Frankrijk              | 19                    |                       |    |                       |                       |    |  |        |        |
|  | Frankrijk              | 19                    | Frankrijk             | 7  |                       |                       |    |  |        |        |
|  | 9 oktober - Wellington |                       | Frankrijk             | 7  |                       |                       |    |  |        |        |
|  |                        | Nieuw-Zeeland         | 8                     |    |                       |                       |    |  |        |        |
|  | Zuid-Afrika            | Nieuw-Zeeland         | 8                     | 9  |                       |                       |    |  |        |        |
|  | Zuid-Afrika            | 16 oktober - Auckland |                       | 9  |                       |                       |    |  |        |        |
|  | Australië              | 11                    |                       |    |                       |                       |    |  |        |        |
|  | Australië              | 11                    | Australië             | 6  | derde plaats          | derde plaats          |    |  |        |        |
|  | 9 oktober - Auckland   |                       | Australië             | 6  | derde plaats          | derde plaats          |    |  |        |        |
|  |                        | Nieuw-Zeeland         | 20                    |    | 21 oktober - Auckland | 21 oktober - Auckland |    |  |        |        |
|  | Nieuw-Zeeland          | Nieuw-Zeeland         | 20                    | 33 | 21 oktober - Auckland | 21 oktober - Auckland |    |  |        |        |
|  | Nieuw-Zeeland          |                       |                       |    |                       | Wales                 | 18 |  |        |        |
|  | Argentinië             | 10                    |                       |    |                       | Wales                 | 18 |  |        |        |
|  | Argentinië             | 10                    | Australië             | 21 |                       |                       |    |  |        |        |
|  |                        |                       | Australië             | 21 |                       |                       |    |  |        |        |

| 2011 Wereldkampioen rugby  |
| -------------------------- |
| NIEUW-ZEELAND Tweede titel |

1987 · 
1991 · 
1995 · 
1999 · 
2003 · 
2007 · 
2011 · 
2015 · 
2019 · 
2023 · 
2027 · 
2031